# Manfredonia Calcio 1932 SSD
Manfredonia Calcio 1932 Società Sportiva Dilettantistica, zkráceně jen Manfredonia je italský fotbalový klub hrající v sezóně 2024/25 ve 4. italské fotbalové lize sídlící ve městě Manfredonia v regionu Apulie.

## Změny názvu klubu
- 1932/33 – 1939/40 – Associazione Sportiva Manfredonia (Associazione Sportiva Manfredonia)
- 1940/41 – 1944/45 – Polisportiva Manfredonia (Polisportiva Manfredonia)
- 1945/46 – 1949/50 – Libertas Manfredonia (Libertas Manfredonia)
- 1950/51 – 1987/88 – AS Manfredonia (Associazione Sportiva Manfredonia)
- 1988/89 – 2009/10 – SS Manfredonia Calcio (Società Sportiva Manfredonia Calcio)
- 2010/11 – 2011/12 – ASD Manfredonia Football 1932 (Associazione Sportiva Dilettantistica Manfredonia Football 1932)
- 2012/13 – 2016/17 – ASD Manfredonia Calcio (Associazione Sportiva Dilettantistica Manfredonia Calcio)
- 2017/18 – SSD Manfredonia Calcio (Società Sportiva Dilettantistica Manfredonia Calcio)
- 2018/19 – Manfredonia Calcio 1932 SSD (Manfredonia Calcio 1932 Società Sportiva Dilettantistica)

## Získané trofeje

### Vyhrané domácí soutěže
- 4. italská liga ( 1× )

2004/05
- 5. italská liga ( 5× )

1951/52, 1966/67, 1972/73, 2003/04, 2022/23

## Účast v ligách
| Úroveň soutěže | Název soutěže (nynější název) | První hraná sezona | Poslední hraná sezona | celkem odehraných sezon |
| -------------- | ----------------------------- | ------------------ | --------------------- | ----------------------- |
| 3              | Serie C                       | 1934/35            | 2007/08               | 8                       |
| 4              | Serie D                       | 1967/68            | 2017/18               | 19                      |
| 5              | Eccellenza                    | 1950/51            | 2022/23               | 35                      |